# Лансдорп, Бас
Бас Лансдорп (англ. Bas Lansdorp; 5 марта 1977) — один из руководителей проекта Mars One, целью которого является колонизация Красной планеты.

## Образование
Получил степень магистра наук в области машиностроения Университета Твенте.

## Карьера
Работал пять лет в Делфтском техническом университете, затем в 2008 году основал Ampyx Power для того, чтобы разработать новый способ генерации энергии ветра, в 2011 продал часть акций для запуска Mars One.

## "Mars One"
Идея о создании первой постоянной человеческой колонии на Марсе возникла во время учёбы в Делфтском техническом университете. До 2013 он почти полностью финансировал проект сам.

## Цитаты
- «Это будет одним из крупнейших событий в человеческой истории. Мы говорим о создании крупнейшего медиа-события, намного больше чем посадка на Луну или Олимпийские игры»[3].
- «Все необходимые технологии уже существуют или почти существуют»[4].